# Эмине Назикеда Кадын-эфенди
Эмине́ Назикеда́ Кады́н-эфе́нди (тур. Emine Nazikeda Kadın Efendi; 9 октября 1866 года, Цебельда или Сохумкале, Абхазия — 4 апреля 1941 года/ 1944 или период между 1940 и 1950, Каир, Королевство Египет) — главная жена (башкадын-эфенди) последнего османского султана Мехмеда VI Вахидеддина и мать троих его дочерей.
Назикеда стала женой Мехмеда Вахидеддина, когда он был наследником престола, и оставалась его единственной женой на протяжении почти двадцати лет. С восшествием на престол мужа она получила титул главной жены и положение главной женщины в его гареме. Назикеда была любима и почитаема среди членов династии и стала одной из самых известных жён султанов за всю историю османского государства. Будучи женой султана, она покровительствовала мечетям и больницам, а также оказывала финансовую помощь Черкесскому благотворительному обществу. Кроме того, ей прекрасно удавалось совмещать роли главной женщины в империи и заботливой жены, матери и сестры.
1 ноября 1922 года правительство в Анкаре приняло решение о разделении халифата и султаната, и об упразднении последнего. Крах империи Назикеда перенесла стойко, продолжив поддерживать порядок в гареме. После бегства Мехмеда Вахидеддина Назикеда в числе других домочадцев свергнутого султана оказалась фактически под арестом в одном из дворцов султанской семьи: женщинам запрещалось покидать дворец, принимать посетителей и писать письма, однако все эти запреты Назикеде удалось обойти благодаря её дочерям. 12 октября 1923 года в Анкаре было созвано Великое национальное собрание Турции, провозгласившее создание Турецкой республики, а 3 декабря Назикеде было объявлено о роспуске гарема её мужа.
4 марта 1924 года Назикеде было объявлено об изгнании всех членов дома Османов за пределы страны. 5 марта при попустительстве надзирателя был разграблен дворец, в котором жила Назикеда и другие домочадцы свергнутого султана. После случившегося Назикеда приняла решение об отъезде в Сан-Ремо к мужу, который состоялся 10 марта. В Сан-Ремо Назикеда пребывала до смерти мужа в 1926 году, а затем переехала к дочерям в Ментон. Ещё несколько лет спустя Назикеда перебралась в Каир, где и скончалась в возрасте 75—78 лет.

## Имя
Хотя в работах историков и мемуаристов главная жена Мехмеда VI названа двойным именем, в действительности во дворце её называли вторым именем «Назикеда́», тогда как первое имя — «Эмине́» — было дано ей при рождении.
Турецкий историк Недждет Сакаоглу отмечает, что некоторыми чертами характера Мехмеда Вахидеддина окружающие считали похожим на его старшего брата Абдул-Хамида II и, возможно, поэтому он назвал свою главную жену именем Назикеда, которое также носила главная жена его брата. Хотя Сакаоглу признаёт, что такое совпадение могло быть случайным, он указывает, что также звали и третью жену шехзаде Юсуфа Изеддина-эфенди, сына султана Абдул-Азиза.
Однако придворная дама Назикеды Лейла Ачба пишет, что имя «Назикеда» в своё время дала девушке Джемиле-султан, в доме которой она воспитывалась. Лейла-ханым добавляет, что жена Юсуфа Изеддина была племянницей Эмине Назикеды (дочерью родного брата её матери Халиля Аредбы), носившей с рождения имя Сетен, прибыла в Стамбул вместе с ней, воспитывалась в доме Джемиле-султан и также получила своё имя от султанши. Кроме того, и жена Абдул-Хамида II также воспитывалась в доме Джемиле-султан и, таким образом, все три Назикеды получили своё имя в доме одной госпожи.

## Биография

### Происхождение
Недждет Сакаоглу предполагает, что Эмине Назикеда родилась в 1866 году в Сохумкале и была дочерью абхазца Мерчем Хасана. Турецкий историк Чагатай Улучай называет отцом девушки абхазского князя Мирчем Хасан-бея и указывает, что родилась она 9 октября 1866 года в Сохумкале. Османист Энтони Олдерсон также пишет, что родилась она 9 октября 1866 года и указывает, что, по слухам, принадлежала к черкесской княжеской семье Мерчем-Абаза. Турецкий мемуарист Харун Ачба указывает датой рождения 9 октября 1866 года, а местом — поместье Маршания в Цебельде. При этом он отмечает, что некоторые члены семьи считали, что Назикеда родилась в 1867 году. Придворная дама Назикеды Лейла Ачба, не указывая даты и места рождения, так пишет о происхождении своей госпожи: «Как и все находившиеся во дворце дворцовые и служанки, госпожа тоже была с Кавказа, абхазского происхождения. Она — самая старшая дочь цабалского князя Хасана Али-бея Маршана и адлерской княжны Фатьмы-ханум Аредба». Харун подтверждает версию Лейлы-ханым о родителях, называя отцом и матерью Назикеды Хасана Али Маршана (1836—1877) и Фатьму Хореджан Аредбу. Касательно отца девушки Харун пишет, что в официальных документах встречается вариант «Маршан Хасан-бей», однако известен он был как «Мерчен Хасан-бей» или «Мирчем Хасан-бей»; Хасан был сыном Маршания Исмаил-бея и наследовал отцу в качестве князя Цебельды.
Лейла пишет, что за год до войны 1877 года Хасан Али перевёз в Стамбул к своей сестре Сузидиль-ханым, служившей Джемиле-султан, двоих из трёх своих дочерей и их нянек-воспитательниц. Харун же пишет, что Хасан Али передал Сузидиль всех троих своих дочерей, а также двух своих племянниц (Фатьма и Камиле Миканба) и трёх племянниц жены (Амине, Румейса и Пакизе Аредба). По сведениям Лейлы и Харуна Ачба, отец Назикеды погиб во время войны в 1877 году, при этом, согласно Лейле-ханым, о судьбе матери Назикеда ничего не знала, но считала, что та тоже умерла. Помимо Назикеды, согласно Сакаоглу, в семье был сын Зеки-бей, служивший в османской армии. Однако Лейла и Харун Ачба указывают среди детей Хасана Али и Фатьмы-ханым трёх дочерей и двух сыновей: Маршанзаде Абдулкадир-бея (1862—1917; был женат на Мевлюде Инал-Ипа), Мехмед-бея, Эмине Назикеду-ханым, Наджие-ханым (1869—1930) и Дарьял-ханым (1870—1904; была замужем за шехзаде Мехметом Селимом-эфенди). Лейла пишет, что старший из братьев Абдулкадир-бей проживал в Сивасе и имел троих сыновей и несколько дочерей. Его старшие дочери Ашубиджан и Кезбан (Шахинде) служили придворными дамами у Назикеды; Ашубиджан позднее вышла замуж и покинула дворец, о судьбе Кезбан Лейла-ханым сообщает лишь, что «жизнь её стала очень печальной». Старший из сыновей Абдулкадира, Исмаил, был обручён с Хандегюль Шамба, однако погиб в бою во время войны за независимость; его братья Али и Решид были женаты на знатных девушках — Нурие Маан и Зюбейде Гечба соответственно. Касательно второго брата Назикеды, которого Харун Ачба называет Мехмедом, Лейла пишет, что ей ничего о нём не было известно. Старшая из сестёр Назикеды, Наджие, вышла замуж за аристократа в Сивасе, а младшая, Дерьял, после замужества Назикеды перешла на службу в Долмабахче, где несколько лет спустя вышла замуж за сына Абдул-Хамида II шехзаде Мехмета Селима-эфенди, однако вскоре после рождения дочери Эмине Немики-султан Дерьял скончалась от туберкулёза.
Джемиле дала Назикеде хорошее воспитание, обучила игре на фортепиано, а также позволяла ей упражняться в верховой езде в дворцовом саду, поскольку девушка очень любила прогулки на лошадях. Лейла так описывает Назикеду: «Её Величество госпожа — высокого роста, очень крупные, цвета кофе, глаза, полная, белотелая. В целом очень красивая женщина». Харун Ачба добавляет, что у неё были длинные каштановые волосы и грациозное тело. Лейла Ачба сообщает, что несколько лет Назикеда служила вместе с тёткой, а затем была передана в услужение младшей дочери Джемиле-султан Фатьме Ханым-султан. Харун Ачба отмечает, что произошло это в 1879 году.

### Жена шехзаде
При Фатьме Ханым-султан, умершей в возрасте 11 лет, Назикеда прослужила, по словам Лейлы-ханым, пять лет. Затем в саду Джемиле тогда ещё шехзаде Мехмед Вахидеддин увидел девушку и влюбился в неё. По словам Харуна Ачба, произошло это летом 1884 года. Вахидеддин попросил Джемиле-султан, приходившуюся ему старшей единокровной сестрой, отдать ему девушку, однако первоначально Джемиле ответила категоричным отказом; Харун Ачба пишет, что такая позиция Джемиле была обоснована тем, что она не желала, чтобы её воспитанница была одной из многих жён. Мехмед продолжал настаивать, и весной 1885 года Джемиле-султан дала своё согласие, поставив ряд условий: брак будет заключён по всем канонам, Назикеда будет единственной женой, и шехзаде не будет относиться к ней как к гаремной женщине. Лейла-ханым указывает, что Мехмед Вахидеддин поклялся сестре выполнить все условия, и 18 июня 1885 года в прибрежном дворце Ферие прошли пышные торжества по случаю помолвки и бракосочетания Назикеды и Мехмеда, организованные правившим тогда султаном Абдул-Хамидом II. Однако Харун Ачба пишет, что торжества прошли в Ортакёе, при этом помолвка состоялась 8 июня 1885 года, а сама свадьба — 18 июня, тогда как Энтони Олдерсон и Чагатай Улучай считают датой свадьбы 8 июня 1885 года; кроме того, Улучай, как и Харун Ачба, указывает местом проведения торжеств дворец Ортакёй.
В бытность женой шехзаде Назикеда имела весьма скромный двор, состоявший всего из трёх женщин: придворной дамы и племянницы Румейсы-ханым, абхазской няни-воспитательницы Бабудже-ханым (умерла в 1910) и дворцовой воспитательницы Шемсинур-ханым (умерла приблизительно в 1923). Позднее в число служащих двора жены наследника вошли ещё две девушки, однако обе они были родственницами самой Назикеды.

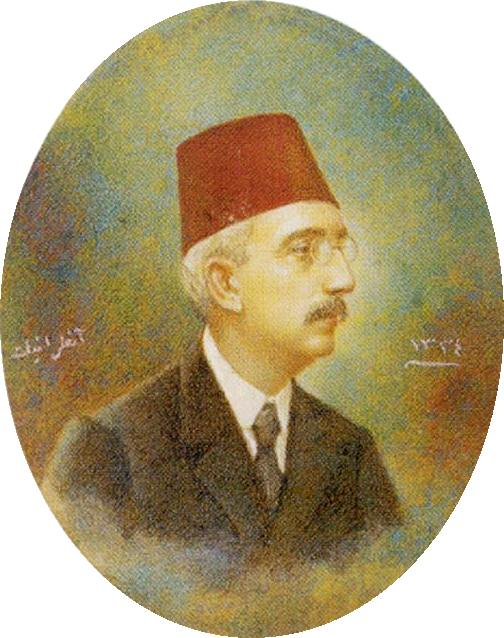
Мехмед Вахидеддин, супруг Назикеды. Фотография сделана до 1918 года

По словам Лейлы Ачба, первые годы семейной жизни Назикеды и Вахидеддина прошли в Ферие, где и родились их дети. Старшая дочь родилась в 1888 году; Лейла-ханым не называет её имени, однако Сакаоглу даёт два варианта — Мюнире и Фенире, а Харун Ачба, Энтони Олдерсон и Чагатай Улучай — Фенире-султан. Эта девочка прожила всего две недели, однако после неё в 1892 и 1894 годах Назикеда родила ещё двух дочерей — Ульвие-султан и Сабиху-султан. После рождения Сабихи Назикеда тяжело болела несколько недель и, судя по всему, стала бесплодной. Поскольку основной обязанностью жён султанов и наследников было рождение сыновей, а сама Назикеда теперь была к этому не способна, она предложила супругу взять вторую жену, однако сам Мехмед Вахидеддин не одобрил этого предложения. Несмотря на такой жест, согласно воспоминаниям Лейлы Ачба, в действительности шехзаде не хранил верность жене: вскоре после свадьбы он увлёкся придворной дамой Невгюль-ханым, однако дальше короткого романа дело не пошло. Назикеда знала о любовных похождениях мужа, однако предпочитала молчать.
Почти через двадцать лет после заключения брака с Назикедой, в 1905 году, Мехмед Вахидеддин снова влюбился: в покоях жены его отца Шаесте Ханым-эфенди, которая занималась воспитанием шехзаде после смерти его матери Гюлюсту Ханым-эфенди, он увидел семнадцатилетнюю Инширах Ханым-эфенди. Вопреки клятве, которую он когда-то дал единокровной сестре, Мехмед решил взять вторую жену. Однако, когда он спросил разрешения у мачехи взять в жёны Инширах, та ответила, что согласие по закону он должен просить у первой жены. Назикеда, несмотря на то, что была глубоко оскорблена, дала согласие. Лейла Ачба пишет, что Назикеда терпела пренебрежение мужа, считая, что такова её судьба. Брак Махмеда Вахидеддина с Инширах Ханым-эфенди был недолог и окончился разводом, поскольку она изводила мужа и окружающих ревностью, постоянно следила за всеми и, кроме того, оказалась бесплодной. Ещё в период брака с Инширах Мехмед Вахидеддин переселился из Ферие из-за случившегося в его части дворца пожара в построенный по его заказу роскошный особняк Ченгелькёй. Назикеда переехала вместе с мужем и, также как и он, очень полюбила этот особняк: Назикеда обожала верховую езду, но в Ферие не было условий для занятий; в Ченгелькёе же она смогла реализовать своё желание полностью. Лейла-ханым пишет, что в Ченгелькёе Назикеда вставала рано утром, даже не позавтракав, садилась на белого коня по кличке Экпаре и весь день занималась верховой ездой. Из-за этого увлечения Лейла сравнивает свою госпожу с австрийской императрицей Сиси, также любившей верховые прогулки.
Лейла Ачба отмечает, что после ухода Инширах из дворца Мехмед не вернулся к Назикеде: на некоторое время он перестал заводить отношения с гаремными женщинами, довольствуясь девушками за пределами дворца. Тем не менее, вскоре он влюбился в дворцовую девушку по имени Джанпервер, которая, к большому огорчению шехзаде, заболела и умерла в самом начале отношений. Смерть наложницы сблизила Мехмеда Вахидеддина с первой женой: он прекратил любовные похождения и стал много времени проводить с Назикедой. Однако идиллия продлилась недолго: в 1910 году мачеха шехзаде Шаесте Ханым-эфенди, проживавшая с пасынком, попросила прислать из султанского дворца трёх молодых служанок; среди прибывших оказалась абхазская девушка Мюведдет. Мехмеду она понравилась, однако, чтобы не повторилась ситуация с Инширах, он почти год наблюдал за девушкой. В конечном итоге, в 1911 году Мюведдет вышла замуж за шехзаде в ходе скромной церемонии. Назикеда была крайне огорчена этим событием, однако, как пишет Лейла-ханым, девушка оказалась сдержанной, добросердечной, никогда не вмешивалась в чужие дела и старалась никого не огорчать, поэтому очень быстро между жёнами Мехмеда завязалась дружба. К тому же, Мюведдет выполнила обязанность, которую когда-то не смогла выполнить сама Назикеда: в 1912 году она родила Мехмеду Вахидеддину долгожданного сына, названного Мехмедом Эртугрулом.

### Башкадын-эфенди
Когда в 1918 году после смерти единокровного брата Мехмеда V Решада Мехмед Вахидеддин взошёл на престол под именем Мехмед VI, Назикеда получила титул главной жены — «достопочтенной благочестивой Башкадын-эфенди» (тур. İsmetlü Devletlü Başkadınefendi). В это же время, согласно данным Сакаоглу, младший брат Назикеды подполковник Зеки-бей стал адъютантом Падишаха; однако, вероятнее всего, Зеки-бей был братом другой жены султана — разведённой Инширах. Уже став султаном Мехмед VI взял ещё двух жён, однако отношения с ними у Назикеды были вполне ровными: не было ни крепкой дружбы как с Мюведдет, ни неприязни как с Инширах.
Вскоре после получения титула штат служащих двора Назикеды был значительно расширен и в него вошли пять придворных дам (Румейса, Шахинде, Байла, Шахесер и Лейла), четыре воспитательницы и учительницы (Шемсинур, Мелекнур, Пейрев и Дильфириб), четыре служанки (Незакед, Налезен, Хатырневаз и Дильназ) и три горничных (Хюснювер, Дильруба и Маджиде); кроме того, у Назикеды было две приходящие собеседницы-гувернантки, которые, по словам Лейлы Ачбы, были их единственной связью с внешним миром. Также Лейла-ханым сообщает, что Назикеду, а также её дочерей обучала и воспитывала пожилая служанка Мехмеда Вахидеддина Рахидиль-ханым.

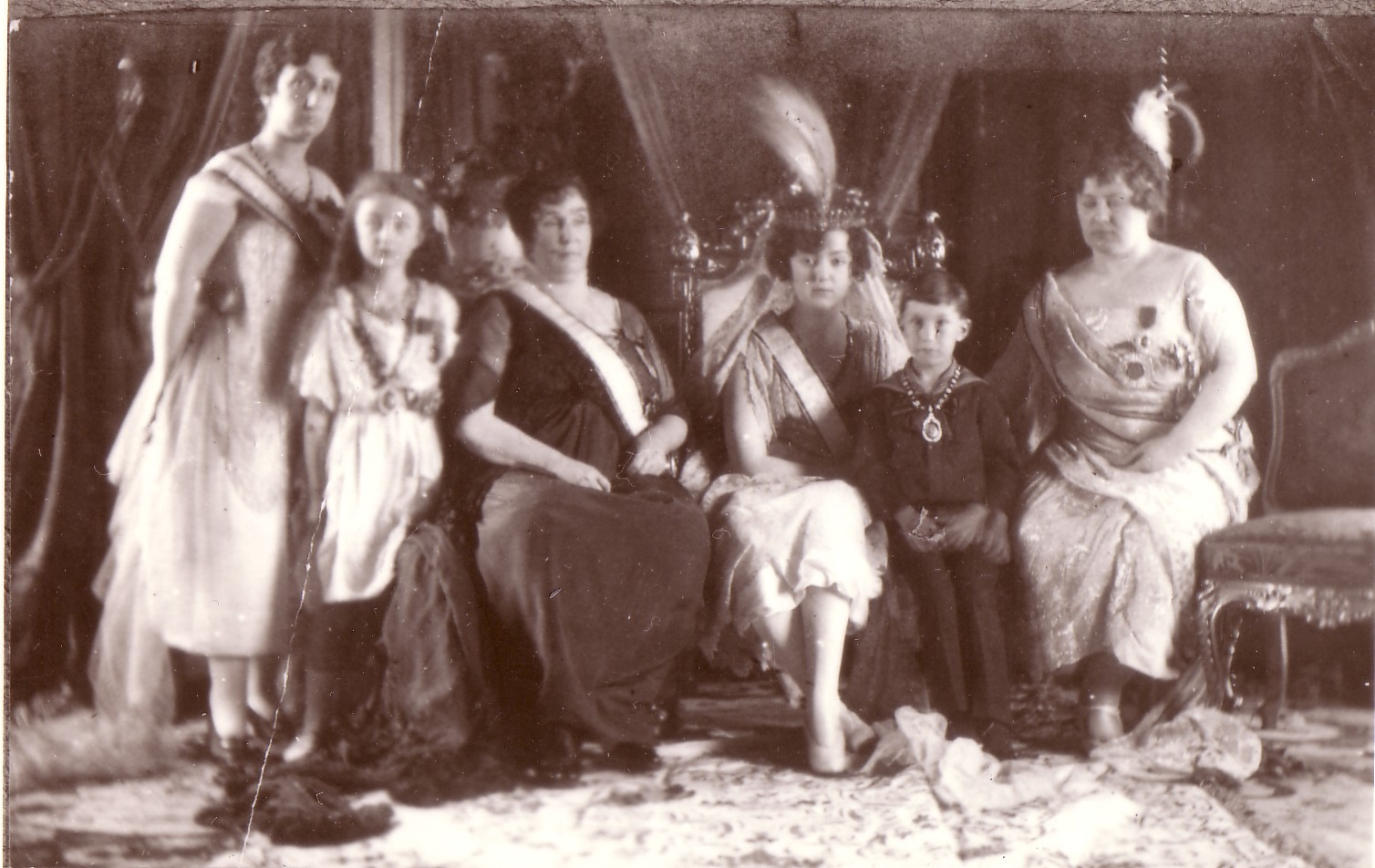
Свадьба Рукие Сабихи-султан, младшей дочери Назикеды, 29 апреля 1920 года.
Слева направо: Фатьма Улвие-султан (старшая дочь Назикеды), Дюррюшехвар-султан (сестра жениха шехзаде Омера Фарука-эфенди), Эмине Назикеда Кадын-эфенди, Рукие Сабиха-султан, Мехмед Эртугрул-эфенди (пасынок Назикеды) и Шехсувар Кадын-эфенди (мать жениха)

5 декабря 1919 года во дворце Топкапы состоялось обручение младшей дочери Назикеды Сабихи-султан и сына наследника османского трона Абдулмеджида-эфенди Омера Фарука-эфенди. На 29 апреля 1920 года была назначена дата свадьбы. Организацией торжеств занималась Назикеда со своим окружением, местом проведения празднества был определён особняк Назикеды на территории султанского комплекса Йылдыз — Дворец торжеств. Во время пышных празднеств башкадын-эфенди была одета в длинное тёмно-синее шёлковое платье с треном, который придерживали её придворные дамы; из украшений, в отличие от матери жениха, на матери невесты был лишь орден Меджидие первой степени.
Назикеда всегда была любима и уважаема среди членов династии. Наиболее близкие отношения у неё сложились с полнородной сестрой Мехмеда Вахидеддина Медихой-султан. Только её башкадын всегда встречала за пределами своих покоев, любила пить с ней кофе и ужинать. Медиха отвечала взаимностью: из всех жён брата она любила только Назикеду и доверяла только ей, а с другими жёнами не желала видеться даже в дни официальных визитов. Особое отношение у башкадын было и к старшему зятю Исмаилу Хаккы-бею, мужу её старшей дочери Ульвие-султан, которому Назикеда безгранично доверяла; именно поэтому она очень расстроилась, когда 28 января 1922 года Исмаил Хаккы бросил жену и бежал в Анкару. Поступок этот вызывал большое беспокойство во дворце, поскольку ранее, 17 мая 1919 года, в Анатолию тайно с большой суммой денег отбыл адъютант султана Мустафа Кемаль-паша; однако по прибытии в Самсун денег при паше не оказалось, и во дворце его посчитали предателем.
Харун Ачба отмечает, что Назикеда была одной из самых известных жён султанов за всю историю государства, а также называет её последней королевой Османской империи. Он также пишет, что у Назикеды особенно было развито чувство долга: в правление мужа она покровительствовала мечетям и больницам, а также оказывала финансовую помощь Черкесскому благотворительному обществу. Кроме того, ей прекрасно удавалось совмещать роли главной женщины в империи и заботливой жены, матери и сестры.

### Упразднение султаната
1 ноября 1922 года правительство в Анкаре приняло решение о разделении халифата и султаната и упразднении последнего. О случившемся Назикеда узнала от горничной Дильрубы, которая стала свидетельницей прибытия во дворец анкарского посланника Рефета-паши, который привёз Мехмеду Вахидеддину решение Анкары о судьбе султаната. Назикеда стойко перенесла крах империи, по словам Лейлы-ханым, лишь произнеся фразу «Султанат мы потеряли, теперь надо спасти честь».

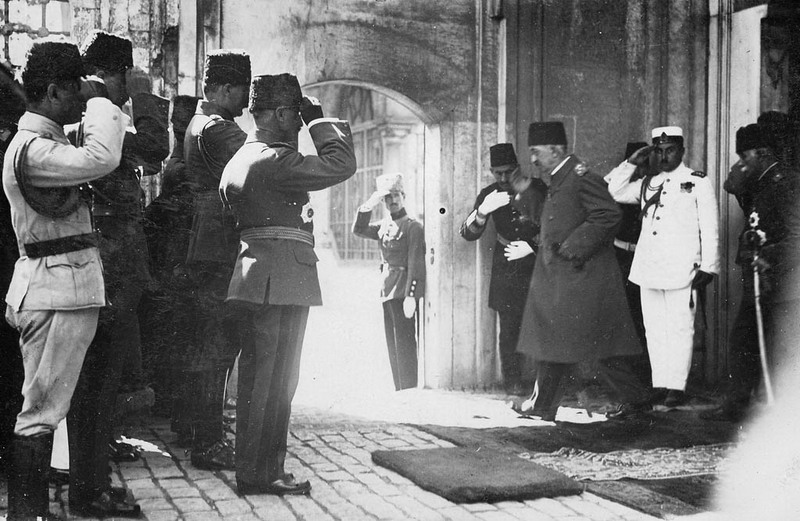
Отъезд Мехмеда VI в 1922 году

Сакаоглу пишет, что в первые дни после упразднения султаната Вахидеддин провёл тайные приготовления и 17 ноября 1922 года сбежал, при этом его семья и невольницы, не знавшие о происходящем, остались в гареме дворца Йылдыз беззащитными. Согласно Сакаоглу и Улучаю, заботу о них взял на себя новый халиф Абдулмеджид-эфенди, поселивший женщин брата в покоях дворца в Ортакёе. Однако Лейла Ачба сообщает, что ещё 15 ноября вечером Мехмед вызвал к себе Назикеду и предупредил её о предстоящем отъезде; позднее он также оповестил о поездке остальных жён и дочерей. Лейла также отмечает, что Назикеда просила мужа взять её с собой, однако он не планировал брать в поездку кого-то из своего гарема, кроме последней жены Невзад Ханым-эфенди, однако и её он впоследствии оставил в Стамбуле. Отъезд бывшего султана держался в тайне, поскольку во дворце опасались, что правительство в Анкаре отдаст приказ о казни всей его семьи. Отъезд Мехмеда Вахидеддина состоялся в половине восьмого утра 17 ноября; по воспоминаниям Лейлы-ханым, никакого личного прощания с жёнами не было — Назикеда со своими придворными дамами спустились в покои бывшего султана и из окна наблюдала, как Мехмед с небольшой свитой покидает дворец.
18 ноября анкарское правительство потребовало освободить дворец Йылдыз. В этот момент Назикеда была прикована к постели: Лейла пишет, что «тяжёлый холод простудил её, впоследствии у неё заболели бронхи». Больны разными болезнями оказались и две другие женщины гарема. Младшая дочь Назикеды Сабиха-султан обсудила ситуацию с халифом, приходившимся ей дядей и свёкром одновременно, и Абдулмеджид объявил, что семья его единокровного брата может переселиться во дворец Ферие. Поскольку других вариантов не было, женщины Мехмеда VI согласились на переезд, однако на время подготовки покоев в Ферие Назикеда переехала к старшей дочери Улвие-султан в Нишанташи. Лейла-ханым пишет, что, когда она с другими женщинами прибыла в Ферие, она пришла в ужас от увиденного: в покоях, предназначавшихся Назикеде, из обстановки были только кровать и табуретка, в комнатах других жён, свиты и слуг не было и этого. Когда Назикеда переехала в Ферие, из солидарности с остальными женщинами, несмотря на уговоры не делать этого, она стала спать на полу. Кроме того, Лейла-ханым пишет, что, поскольку правительство не взяло на себя обязательств по содержанию гарема свергнутого султана, женщины голодали; позднее выяснилось, что средства на питание выделялись из казны регулярно, однако из-за интриг управляющей Ферие Махмуре-ханым деньги эти до адресатов не доходили. Помимо скудных средств из казны Назикеда и её спутницы тратили золото, скопленное ими до свержения султаната. Поскольку содержать большой штат прислуги было нецелесообразно, в течение двух месяцев с позволения Назикеды из 60 женщин половина покинула дворец. Обитательницам Ферие было запрещено выходить из дворца, как и принимать в нём кого-то извне. Навещать Назикеду и её спутниц разрешалось только её дочерям и их придворным дамам. Несмотря на это, Харун Ачба сообщает, что Назикеду навещала бывшая придворная художница Эсмерай-ханым, нарисовавшая портреты женщин, заключённых в Ферие. Также за дворцом был установлен полицейский надзор. В феврале 1923 года женщинам, и без того отрезанным от внешнего мира, запретили писать письма; этот запрет удалось обойти только благодаря тому, что дочери Назикеды и их придворные дамы тайком проносили корреспонденцию в своих одеждах.
12 октября 1923 года в Анкаре было созвано Великое национальное собрание Турции, провозгласившее создание Турецкой республики. 15 ноября покончила с собой, выбросившись из окна, одна из придворных дам Назикеды Шахесер-ханым, считавшая, что становится обузой для госпожи. Примерно 3 декабря Назикеде было объявлено, что государство более не может содержать гарем бывшего султана и её свиту придётся распустить. 10 служанок были вывезены за ворота Ферие без каких-либо перспектив; по просьбе матери на первое время девушек к себе забрала Улвие. Самой Назикеде после случившегося нездоровилось и она полностью поседела за одну ночь.

### Изгнание
В 1924 году был издан указ о высылке членов династии Османов за пределы страны. 4 марта в 8 утра Назикеда и её спутницы были собраны в одной из комнат дворца, где им было объявлено, что все члены семьи Мехмеда VI должны покинуть страну; мужчинам давалось 24 часа, женщинам — 10 суток. Те, кто не уедет добровольно в установленный срок, будут выдворены из страны силой. Ранее тем же утром тайно вывезен из страны был халиф Абдулмеджид со своей семьёй — об этом в 4 часа дня матери сообщила Сабиха. Вечером к матери и сестре присоединилась Ульвие, которой о депортации объявили в полдень того же дня. Лейла-ханым пишет, что к этому моменту у обитательниц дворца уже почти не было ни денег, ни драгоценностей, которые можно было продать. 5 марта Назикеда и другие женщины стали свидетельницами разграбления особняка сына Абдул-Азиза шехзаде Мехмеда Сейфеддина-эфенди, примыкавшего к Ферие; грабёж этот, по словам Лейлы, происходил под руководством полиции. Назикеда распорядилась, чтобы оставшиеся ценности спрятали в одеждах. Вечером того же дня надзиравший за дворцом Шукрю-бей самолично открыл двери и впустил толпу для разграбления Ферие. Лейла-ханым отмечает, что хотя самих их не тронули, благодаря храбрости и заступничеству Назикеды, в тот день из Ферие вынесли всё, в том числе личные вещи, кроме тех, что были надеты на самих женщинах.
Через два дня после последнего визита мать навестили Сабиха и Ульвие, совместно с которыми Назикеда приняла решение уехать как можно скорее. Из членов свиты с собой Назикеда решила взять только Румейсу-ханым и Лейлу-ханым. Кроме того, с главной женой Мехмеда Вахидеддина в изгнание собирались отправиться ещё две его жены — Мюведдет и Невваре; самая младшая из жён, Невзад, приняла решение вернуться к родителям. Однако вечером того дня Невваре заболела и, поскольку состояние её не позволяло отправиться в путь, её забрали к себе родители. 7 марта переодевшись в одежду служанок дворец тайно покинула Невзад с двумя женщинами. Отъезд самой Назикеды, её свиты и дочерей был назначен на 10 марта: в Сан-Ремо женщины должны были отправиться по морю, тогда как Сабиха и Ульвие покидали Стамбул поездом. 10 марта, как и планировалось, в 9 утра Назикеда села на пароход, однако из двух придворных дам сопровождала её только Румейса: перед самым отъездом Лейла-ханым упала в обморок, от которого очнулась в Ферие только пять часов спустя.
До 1926 года Назикеда жила вместе с мужем в Сан-Ремо, однако после его смерти она переехала к дочерям во французский Ментон. Сакаоглу пишет, что когда разразилась Вторая мировая война, Назикеда перебралась в Каир, как и некоторые другие члены Династии, однако Харун Ачба отмечает, что отъезд Назикеды и её дочерей в Египет состоялся раньше — в 1929 году, тогда как Улучай указывает, что в Каир Назикеда переехала почти сразу после того, как покинула Стамбул. Назикеда скончалась в своём доме в каирском районе Маади. Датой смерти Харун и Лейла Ачба указывают 4 апреля 1941 года, Недждет Сакаоглу 1944 год, а Чагатай Улучай период между 1940 и 1950 годами. Главная жена последнего османского султана была похоронена на кладбище Абассие в Каире.

## Личность
Лейла Ачба пишет, что Назикеда всегда вставала очень рано, приглашала в свои покои старшую придворную даму Румейсу-ханым, завтракала с ней и затем отправлялась навестить младшую дочь Сабиху, которая до замужества проживала в соседних с материнскими покоях.
Назикеду и её дочерей современники считали одними из самых стильных женщин среди жён и дочерей султанов. Одеваться она предпочитала по французской моде; кроме того, ей принадлежала коллекция роскошных украшений, среди которых особенно выделялись три короны; первую ей подарил Вахидеддин на обручение и её башкадын надевала на различные торжества; вторую подарила Джемиле-султан на рождение первенца пары, но поскольку первый ребёнок скончался в младенчестве, Назикеда эту корону не носила из-за скорбных ассоциаций; третью корону Назикеда получила от супруга в честь его восшествия на престолов, эту корону она надевала на пятничную молитву. Помимо украшений, полученных от султанской семьи, Назикеде часто дарили ювелирные изделия иностранные посетители, однако она всегда отказывалась от таких подарков.
Лейла сообщает, что Назикеда страстно любила животных, особенно попугаев: птицы содержались в больших клетках в особняке Ченгелькёй, где женщина часами рассматривала их. Кроме того, у неё была ручная обезьянка по кличке Бедид; Лейла-ханым так пишет о ней: «Маленькая, приятная, но большая озорница, Бедид никогда не могла быть спокойной. Подымется на шкафы, выбросит на пол цветы из больших ваз, и была довольна тем, что мы гонялись за ней. Однако, когда видит Её Величество госпожу, бегом бежит к ней и прыгает на плечи, и не двигается совсем». Когда Бедид умерла в почтенном возрасте, Назикеда долго горевала. Придворные же, в том числе придворная воспитательница Назикеды Шемсинур, не понимали и не разделяли привязанности башкадын к животным. Помимо животных, Назикеда также любила цветы: под её надзором находились цветочные сады в парке Йылдыз, а также под её руководством была организована посадка тюльпанов вокруг Дворца торжеств, принадлежавшего самой Назикеде.
По словам Лейлы-ханым, Назикеда очень любила родину и нацию и сильно переживала в период Первой мировой и освободительной войн. Лейла также отмечает, что госпожа была настолько впечатлительной, что, когда узнала об оккупации Измира греками, она потеряла сознание и, затем, долго болела. Назикеда также была очень верующей. Лейла-ханым так пишет об этом: «Всегда она читала молитвы во славу Аллаха, держала намаз, читала Коран, напоминала сопровождающей свите, как свято и с любовью относится она к Аллаху, и насколько красива исламская вера. Было видно, насколько она была благословенной королевой. Насколько была высока её личность, настолько велики были её достоинство, слава. Послы, которые приходили во дворец, аристократы мира перед Её Величеством себя чувствовали очень маленькими. И их звания перед этой высокой, добродетельной госпожой терялись совсем».
Лейла и Харун Ачба пишут, что Назикеда много помогала русским эмигрантам, бежавшим от революции и гражданской войны в России. Многих аристократок приглашали во дворец и, в случае необходимости, определяли на службу султанской семье. Так, вдова русского полицейского Екатерина Бурдукова по указанию Назикеды была определена в свиту её дочери Сабихи-султан.